# Bassarona durga
Bassarona durga es una especie de  mariposa de la familia Nymphalidae,  subfamilia Limenitidinae, tribu Adoliadini, género Bassarona.

## Localización
Esta especie de mariposa se encuentra localizada en el estado de Sikkim, en la India. 